# Tay súng

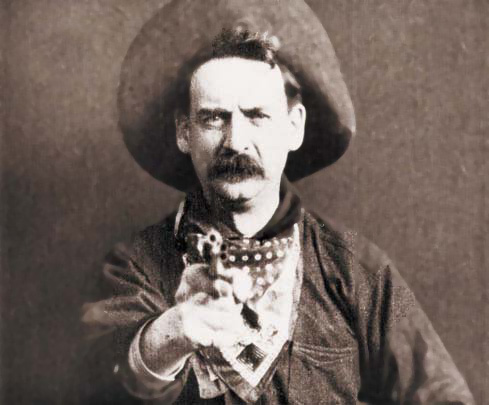
Chân dung một tay súng trong bộ phim điện ảnh có tên Vũ cướp tàu vĩ đại (năm 1903)

Tay súng là những người sống ở miền Tây hoang dã của nước Mỹ nổi danh với việc trở nên nguy hiểm với khẩu súng bên người cũng như tham gia vào những cuộc đấu súng gay cấn đầy kịch tính.
Các tay súng có thể là nhân vật cảnh sát trưởng, người sống ngoài vòng pháp luật hoặc cao bồi, nhưng phổ biến hơn thường là lính đánh thuê vốn sinh sống bằng vũ khí của họ ở miền Viễn Tây.